# دانشگاه کاتب
دانشگاه کاتب دانشگاهی خصوصی که در سال ۲۰۰۷ در کابل، افغانستان بنا نهاده شده است.

## دانشکده‌ها
دانشگاه کاتب دارای دانشکده‌های زیر است:
دانشکده حقوق
دانشکده مهندسی
دانشکده علوم سیاسی
دانشکده اقتصاد
دانشکده پزشکی
دانشکده مدیریت آموزش و پرورش
دانشکده جامعه‌شناسی
دانشکده علوم کامپیوتر

## فارغ‌التحصیلان قابل توجه
- سمیرا اصغری
- ملک شفیعی